# Socjogram nieuporządkowany
Socjogram nieuporządkowany jest jednym z trzech sposobów przedstawienia rozkładu stosunków nieformalnych w grupie badanej. Można stosować go tylko do analizy małych grup i tylko jednego kryterium, dlatego że duża liczba krzyżujących się linii powoduje małą czytelność. Stosuje się go dla szybkiej orientacji w rozkładzie wyborów dokonanych w małej grupie.
Etapy konstruowania socjogramu nieuporządkowanego:
- na środku kartki rysujemy symbol osoby, którą wybierano najczęściej
- dookoła niej rysujemy symbole osób, z którymi dokonała ona wyborów wzajemnych
- zaznaczamy dalsze pary - osoby w parach umieszczamy w niewielkiej odległości od siebie
- zaznaczamy wybór pozostałych osób